# Skupica
Skupica is een plaats in de gemeente Netretić in de Kroatische provincie Karlovac. De plaats telt 170 inwoners (2001).